# Пал Бедак
Пал Бедак (угор. Pál Bedák; 8 вересня 1985, Будапешт) — угорський професійний боксер, призер чемпіонатів світу та Європи серед аматорів.
Пал Бедак — молодший брат Жолта Бедака, боксера, призера чемпіонату Європи серед аматорів.

## Боксерська кар'єра
Пал Бедак займався боксом зі шкільних років і досяг великих успіхів в юнацькому віці. 2002 року він виграв золоту медаль на чемпіонаті Європи серед кадетів і срібну медаль на чемпіонаті світу серед кадетів. 2003 року став чемпіоном Європи серед молоді. 2004 року став чемпіоном світу серед молоді.
Серед джорослих Пал Бедак був чемпіоном Угорщини 2002 і 2003 років у першій найлегшій вазі, а 2004, 2006 та 2007 років — у найлегшій вазі.
На чемпіонаті світу 2003 програв у другому бою Субан Паннон (Таїланд).
На чемпіонаті Європи 2004 завоював бронзову медаль.
- У 1/16 фіналу переміг Атагюн Ялчинкая (Туреччина) — 27-11
- У 1/8 фіналу переміг Джейхуна Абієва (Азербайджан) — 41-21
- У чвертьфіналі переміг Алексана Налбандяна (Вірменія) — 36-17
- У півфіналі програв росіянину Сергію Казакову — 16-25

На Олімпійських іграх 2004 програв у першому бою Джейхуну Абієву — 8-23.
На чемпіонаті світу 2005 завоював срібну медаль.
- У 1/16 фіналу переміг Арлеса Контрераса (Колумбія) — 35-16
- У 1/8 фіналу переміг Пуревдоржийн Сердамба (Монголія) — 30-15
- У чвертьфіналі переміг Сергія Казакова (Росія) — 24-16
- У півфіналі переміг Біржана Жакипова (Казахстан) — RSCO 3
- У фіналі програв Цзоу Шимін (Китай) — 13-31

На чемпіонаті Європи 2006 і чемпіонаті світу 2007 програв у другому бою Давиду Айрапетяну (Росія) — 25-34 та 18-27 відповідно.
2008 року здобув путівку на Олімпійські ігри 2008, але програв там у першому бою Біржану Жакипову (Казахстан).
Після Олімпіади Пал Бедак спробував свої сили у професійному боксі і провів 8 успішних боїв, 5 з яких завершив достроково.